# Samsung Galaxy On7 Pro
Samsung Galaxy On7 Pro es un teléfono inteligente Android producido por Samsung Electronics. Fue presentado y lanzado en octubre de 2016. Tiene un System on Chip (SoC) de 64 bits y 2 o 3 GB de RAM. El Galaxy On7 Pro tiene una cámara trasera de 13 megapíxeles y una frontal de 5 megapíxeles. La cámara trasera está equipada con flash LED.